# 多気パーキングエリア
多気パーキングエリア（たきパーキングエリア）は、三重県多気郡多気町にある伊勢自動車道のパーキングエリア。下り線はここが最後の休憩所となる。

## 施設

### 上り線（名古屋・尾鷲方面）
- 駐車場
  - 大型 : 7台[1]
  - 小型 : 25台[1]
  - 車椅子用 : 小型1[1]
- トイレ
  - 男性 : 大3[1]（和式1・洋式2）・小5[1]
  - 女性 : 10[1]（和式1・洋式9）
    - 同伴の男児用 : 1
    - 幼児用洋式トイレ : 1

  - 車椅子用 : 1[1]
- 電気自動車急速充電器 : 1[1]
- 自動販売機

### 下り線（伊勢方面）
- 駐車場
  - 大型 : 7台[1]
  - 小型 : 26台[1]
  - 車椅子用 : 小型1[1]
- トイレ
  - 男性 : 大4[1]（和式1・洋式3）・小9[1]
  - 女性 : 12[1]（和式1・洋式11）
    - 同伴の男児用 : 1
    - 幼児用洋式トイレ : 1

  - 車椅子用 : 1[1]
- 「伊勢自動車道開通記念」石碑
- コケコッコー共和国多気パーキング店（休日のみ営業、9:00 - 15:30）[2]
- 電気自動車急速充電器 : 1[1]
- 自動販売機(災害対応)

## 隣
E23 伊勢自動車道
(38) 松阪IC - (39-1) 勢和多気JCT - (39-2) 多気ヴィソンSIC - 多気PA - (40) 玉城IC